# Ariamnes alepeleke
Espèce
Ariamnes alepeleke est une espèce d'araignées aranéomorphes de la famille des Theridiidae.

## Distribution
Cette espèce est endémique de l'île de Maui à Hawaï,.

## Description
Les mâles mesurent de 4,8 à 5,0 mm et les femelles de 5,5 à 6,6 mm.

## Étymologie
Cette espèce est nommée en l'honneur d'Alepeleke Rivera.

## Publication originale
- Gillespie & Rivera, 2007 : Free-living spiders of the genus Ariamnes (Araneae, Theridiidae) in Hawaii. Journal of Arachnology, vol. 35, p. 11-37 (texte intégral).